# Lasianthus obliquus
Lasianthus obliquus är en måreväxtart som först beskrevs av George Henry Kendrick Thwaites, och fick sitt nu gällande namn av George Henry Kendrick Thwaites. Lasianthus obliquus ingår i släktet Lasianthus och familjen måreväxter.
Artens utbredningsområde är Sri Lanka. Inga underarter finns listade i Catalogue of Life.